# Flecha Valona 1979
La Flecha Valona 1979 se disputó el 10 de abril de 1979, y supuso la edición número 43 de la carrera. El ganador fue el francés Bernard Hinault. El italiano Giuseppe Saronni y el sueco Bernt Johansson fueron segundo y tercero respectivamente.

## Clasificación final
| Pos. | Ciclista         | Equipo                  | Tiempo   |
| ---- | ---------------- | ----------------------- | -------- |
| 1    | Bernard Hinault  | Renault-Gitane          | 6h14'00" |
| 2    | Giuseppe Saronni | Scic-Bottecchia         | m.t.     |
| 3    | Bernt Johansson  | Magniflex-Famcucine     | m.t.     |
| 4    | Marc Demeyer     | Flandria-Ça va seul     | a 17"    |
| 5    | Fons De Wolf     | Boule d'Or-Lano-Colnago | m.t.     |
| 6    | Marc Renier      | Kas-Campagnolo          | m.t.     |
| 7    | Joop Zoetemelk   | Miko-Mercier-Vivagel    | m.t.     |
| 8    | René Bittinger   | Flandria-Ça va seul     | m.t.     |
| 9    | Hennie Kuiper    | Peugeot-Esso-Michelin   | m.t.     |
| 10   | Willy Teirlinck  | Kas-Campagnolo          | m.t.     |